# Simonelli
Simonelli és un cràter sobre la superfície del planeta nan Plutó, situat amb el sistema de coordenades planetocèntriques a 19.26 ° de latitud nord i 321.54 ° de longitud est. Fa un diàmetre de 286 km. El nom va ser fet oficial per la UAI el 30 de maig del 2019 i fa referència a Damon Simonelli (1959-2004), astrònom estatunidenc que va investigar la història de la formació de Plutó.